# 1922년 전국체육대회 축구

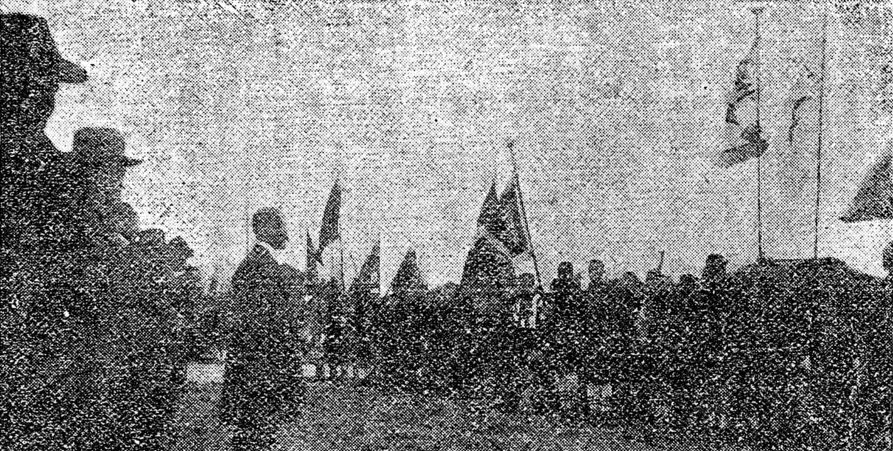
대회 개막식 모습

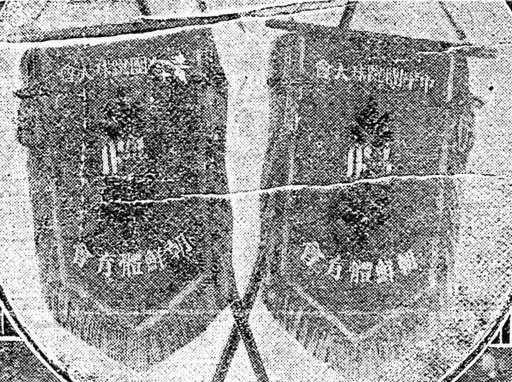
대회 우승기

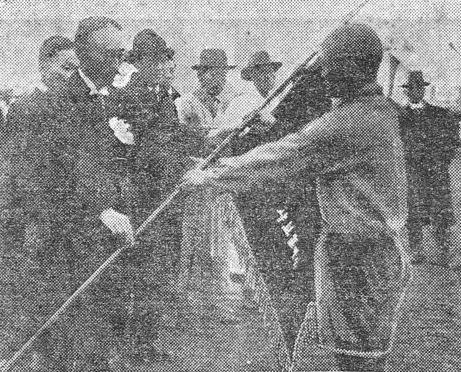
대회 우승기 수여 모습

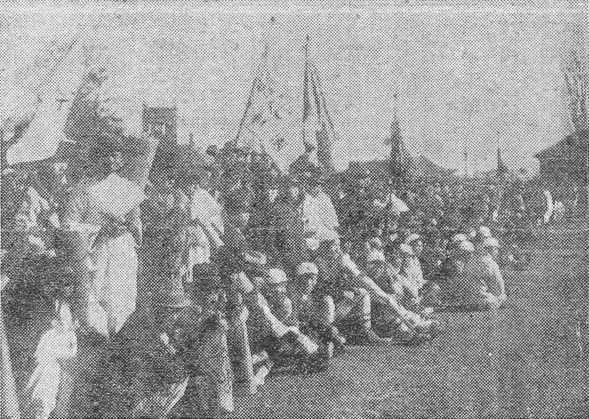
대회 관중 모습

1922년 전국체육대회 축구는 일제강점기 조선 경기도 경성부에서 개최된 1922년 전국체육대회의 경기 종목이다. '제2회 전조선축구대회'와 '제3회 전조선축구대회'로 개최되었으며 1922년 2월 11일부터 2월 13일까지 경성중학 운동장, 11월 23일부터 11월 25일까지 배재고등보통학교 운동장에서 개최되었다.

## 대회 진행
조선체육회는 제2회 전조선축구대회를 1922년 2월 11일부터 사흘간 경성중학 운동장에서 개최했다. 중학부 종목에는 경신학교 축구단, 계성학교 축구단, 광성고등보통학교 축구단, 보성고등보통학교 축구단, 숭덕학교 축구단, 숭실학교 축구단, 중앙고등보통학교 축구단, 휘문고등보통학교 축구단 등 8개 선수단이 참가했고, 건강운동부 축구단, 무오 축구단, 반도청년구락부 축구단, 숭인체육부 축구단, 오성동창회 축구단, 완산구락부 축구단, 유심학우회 축구단, 조선불교청년회 축구단, 주작체육부 축구단, 진주청년회 축구단, 해주학생친목회 축구단 등 11개 선수단이 참가했다. 입장료는 일반인 20전, 학생 20전으로 책정되어 대회가 진행되었고, 배재고등보통학교는 1921년에 개최된 제1회 전조선소년야구대회에서 발생한 난동 사건으로 받은 징계로 인해 참가하지 못했다. 중학부 종목에서 휘문고등보통학교가 결승에서 중앙고등보통학교를 상대로 3:0으로 이기고 우승했고, 청년부 종목에서는 평양무오단이 결승에서 불교청년회를 3:0으로 이기며 우승을 차지했다.
대회 후 조선체육회는 추운 2월에 축구 경기를 하는 것에 대해 조정이 필요하다고 판단하여 다음 대회부터 가을인 11월에 개최하기로 결정했다. 대신 다음 해에 개최하게 되면 2회와 3회 대회 사이의 기간이 거의 2년에 가깝도록 길기 때문에 제2회 전조선축구대회가 개최한 해인 1922년 11월 23일부터 사흘간 휘문고등보통학교 운동장에서 제3회 전조선축구대회를 개최했다.
제3회 전조선축구대회부터 개최지에서 50마일 이상 떨어진 곳에서 참가하는 선수단에게 50원 이내의 여비를 보조하기 시작했고, 경기 규정에 심판의 판정이 번복될 수 없다는 사항이 명문화됐다. 중학부 종목에는 경신학교, 군산 영명, 동광, 대구 계성, 배재고등보통학교, 보성고등보통학교, 선천 신성, 숭덕, 숭실중학, 청년학관, 평양 보성, 휘문고등보통학교 등 13개 선수단이 참가했고, 청년부 종목에는 건강구락부, 경성상공단, 경성임술단, 마산맹호단, 불교청년회, 수양구락부, 숭실대학, 숭인체육부, 용산청년회, 중앙체육부, 진주청년회, 평양무오단 등 12개 선수단이 참가했다. 예상보다 많은 축구단이 참가하여 60분 경기로 예정되었던 예선 경기는 40분으로 축소하여 진행하였고, 90분 겨기로 진행될 예정이었던 결승 경기는 60분으로 축소하여 진행되었다. 중학부 종목에서는 휘문고등보통학교가 숭실중학을 상대로 연장전까지 경기를 진행하여 2:1로 이기며 우승을 차지했고, 청년부 종목에서는 불교청년회가 결승에서 건강구락부를 상대로 2:0으로 이기며 우승했다.

## 경기장
| 경기장                  | 도시 | 좌석 | 수용 | 부문   | 세부 종목 | 비고 |
| ----------------------- | ---- | ---- | ---- | ------ | --------- | ---- |
| 경성중학 운동장         | 경성 |      |      | 전부문 | 전종목    |      |
| 배재고등보통학교 운동장 | 경성 |      |      | 전부문 | 전종목    |      |

## 축구단
| 부문        | 축구단                             | 도시      | 첫 참가 | 횟수 | 참가 종목 | 참가 종목 | 비고 |
| 부문        | 축구단                             | 도시      | 첫 참가 | 횟수 | 2월       | 11월      | 비고 |
| ----------- | ---------------------------------- | --------- | ------- | ---- | --------- | --------- | ---- |
| 청년부 남자 | 건강운동부 축구단 (경기)           | 경성      | 1922    | 1    | •         | •         |      |
| 청년부 남자 | 맹호 축구단 (경남)                 | 마산      | 1922    | 1    |           | •         |      |
| 청년부 남자 | 무오 축구단 (평남)                 | 평양      | 1921    | 2    | •         | •         |      |
| 청년부 남자 | 반도청년구락부 축구단 (경기)       | 경성      | 1921    | 2    | •         |           |      |
| 청년부 남자 | 상공 축구단 (경기)                 | 경성      | 1922    | 1    |           | •         |      |
| 청년부 남자 | 수양구락부 축구단 (경기)           | 경성      | 1922    | 1    |           | •         |      |
| 청년부 남자 | 숭실대학 축구단 (평남)             | 평양      | 1922    | 1    |           | •         |      |
| 청년부 남자 | 숭인체육부 축구단 (경기)           | 경성·고양 | 1922    | 1    | •         | •         |      |
| 청년부 남자 | 오성동창회 축구단 (경기)           | 경성      | 1922    | 1    | •         |           |      |
| 청년부 남자 | 완산구락부 축구단 (전북)           | 전주      | 1922    | 1    | •         |           |      |
| 청년부 남자 | 용산청년회 축구단 (경기)           | 경성      | 1922    | 1    |           | •         |      |
| 청년부 남자 | 유심학우회 축구단 (경기)           | 경성      | 1922    | 1    | •         |           |      |
| 청년부 남자 | 임술 축구단 (경기)                 | 경성      | 1922    | 1    |           | •         |      |
| 청년부 남자 | 조선불교청년회 축구단 (경기)       | 경성      | 1921    | 2    | •         | •         |      |
| 청년부 남자 | 주작체육부 축구단 (평남)           | 평양      | 1922    | 1    | •         |           |      |
| 청년부 남자 | 중앙체육부 축구단 (경기)           | 경성      | 1922    | 1    |           | •         |      |
| 청년부 남자 | 진주청년회 축구단 (경남)           | 진주      | 1922    | 1    | •         | •         |      |
| 청년부 남자 | 해주학생친목회 축구단 (황해)       | 해주      | 1922    | 1    | •         |           |      |
|             |                                    |           |         |      |           |           |      |
| 중학부 남자 | 경신학교 축구단 (경기)             | 경성      | 1921    | 2    | •         | •         |      |
| 중학부 남자 | 계성학교 축구단 (경북)             | 대구      | 1922    | 1    | •         | •         |      |
| 중학부 남자 | 광성고등보통학교 축구단 (평남)     | 평양      | 1922    | 1    | •         | •         |      |
| 중학부 남자 | 군산영명학교 축구단 (전북)         | 군산      | 1922    | 1    |           | •         |      |
| 중학부 남자 | 동광학교 축구단 (경기)             | 경성      | 1922    | 1    |           | •         |      |
| 중학부 남자 | 배재고등보통학교 축구단 (경기)     | 경성      | 1921    | 2    |           | •         |      |
| 중학부 남자 | 보성고등보통학교 축구단 (경기)     | 경성      | 1921    | 2    | •         | •         |      |
| 중학부 남자 | 숭덕학교 축구단 (평남)             | 평양      | 1922    | 1    | •         | •         |      |
| 중학부 남자 | 숭실학교 축구단 (평남)             | 평양      | 1922    | 1    | •         | •         |      |
| 중학부 남자 | 신성학교 축구단 (평북)             | 선천      | 1922    | 1    |           | •         |      |
| 중학부 남자 | 중앙고등보통학교 축구단 (경기)     | 경성      | 1921    | 2    | •         | •         |      |
| 중학부 남자 | 황성기독교청년회학관 축구단 (경기) | 경성      | 1921    | 2    |           | •         |      |
| 중학부 남자 | 휘문고등보통학교 축구단 (경기)     | 경성      | 1921    | 2    | •         | •         |      |

## 경기 일정
| 1922년    | 1922년    | 2월  | 2월  | 2월  | 11월 | 11월 | 11월 |
| 1922년    | 1922년    | 11일 | 12일 | 13일 | 23일 | 24일 | 25일 |
| --------- | --------- | ---- | ---- | ---- | ---- | ---- | ---- |
| 청년부    | 남자      |      |      |      |      |      |      |
| 중학부    | 남자      |      |      |      |      |      |      |
| 일일 합계 | 일일 합계 | 0    | 0    | 2    | 0    | 0    | 2    |
| 누적 합계 | 누적 합계 | 0    | 0    | 2    | 2    | 2    | 4    |

## 경기 결과

### 청년부 (2월)
|  | 1라운드                      | 1라운드                      |                              |   | 2라운드 | 2라운드 |  |  | 준결승 | 준결승 |  |  | 결승 | 결승 |
|  |                              |                              |                              |   |         |         |  |  |        |        |  |  |      |      |
|  |                              |                              |                              |   |         |         |  |  |        |        |  |  |      |      |
|  |                              |                              |                              |   |         |         |  |  |        |        |  |  |      |      |
|  |                              |                              |                              |   |         |         |  |  |        |        |  |  |      |      |
|  | 2월 12일 - 경성              |                              |                              |   |         |         |  |  |        |        |  |  |      |      |
|  |                              |                              |                              |   |         |         |  |  |        |        |  |  |      |      |
|  | 유심학우회 축구단 (경기)     | 1                            |                              |   |         |         |  |  |        |        |  |  |      |      |
|  | 유심학우회 축구단 (경기)     | 1                            | 2월 12일 - 경성              |   |         |         |  |  |        |        |  |  |      |      |
|  |                              |                              | 무오 축구단 (평남)           | 2 |         |         |  |  |        |        |  |  |      |      |
|  | 무오 축구단 (평남)           | 1                            | 무오 축구단 (평남)           | 2 |         |         |  |  |        |        |  |  |      |      |
|  | 무오 축구단 (평남)           | 1                            | 2월 13일 - 경성              |   |         |         |  |  |        |        |  |  |      |      |
|  | 해주학생친목회 축구단 (황해) | 0                            |                              |   |         |         |  |  |        |        |  |  |      |      |
|  | 해주학생친목회 축구단 (황해) | 0                            | 무오 축구단 (평남)           |   |         |         |  |  |        |        |  |  |      |      |
|  |                              |                              |                              |   |         |         |  |  |        |        |  |  |      |      |
|  |                              |                              | 부전승                       |   |         |         |  |  |        |        |  |  |      |      |
|  |                              |                              |                              |   |         |         |  |  |        |        |  |  |      |      |
|  |                              |                              |                              |   |         |         |  |  |        |        |  |  |      |      |
|  |                              |                              |                              |   |         |         |  |  |        |        |  |  |      |      |
|  |                              |                              |                              |   |         |         |  |  |        |        |  |  |      |      |
|  |                              |                              |                              |   |         |         |  |  |        |        |  |  |      |      |
|  |                              |                              |                              |   |         |         |  |  |        |        |  |  |      |      |
|  |                              |                              |                              |   |         |         |  |  |        |        |  |  |      |      |
|  | 2월 13일 - 경성              |                              |                              |   |         |         |  |  |        |        |  |  |      |      |
|  |                              |                              |                              |   |         |         |  |  |        |        |  |  |      |      |
|  | 무오 축구단 (평남)           | 3                            |                              |   |         |         |  |  |        |        |  |  |      |      |
|  | 무오 축구단 (평남)           | 3                            | 2월 12일 - 경성              |   |         |         |  |  |        |        |  |  |      |      |
|  |                              | 조선불교청년회 축구단 (경기) | 0                            |   |         |         |  |  |        |        |  |  |      |      |
|  | 반도청년구락부 축구단 (경기) | 조선불교청년회 축구단 (경기) | 0                            | 1 |         |         |  |  |        |        |  |  |      |      |
|  | 반도청년구락부 축구단 (경기) | 2월 12일 - 경성              |                              | 1 |         |         |  |  |        |        |  |  |      |      |
|  | 오성동창회 축구단 (경기)     | 0                            |                              |   |         |         |  |  |        |        |  |  |      |      |
|  | 오성동창회 축구단 (경기)     | 0                            | 반도청년구락부 축구단 (경기) | 2 |         |         |  |  |        |        |  |  |      |      |
|  | 2월 12일 - 경성              |                              | 반도청년구락부 축구단 (경기) | 2 |         |         |  |  |        |        |  |  |      |      |
|  |                              | 진주청년회 축구단 (경남)     | 0                            |   |         |         |  |  |        |        |  |  |      |      |
|  | 주작체육부 축구단 (평남)     | 진주청년회 축구단 (경남)     | 0                            | 0 |         |         |  |  |        |        |  |  |      |      |
|  | 주작체육부 축구단 (평남)     |                              | 2월 13일 - 경성              | 0 |         |         |  |  |        |        |  |  |      |      |
|  | 진주청년회 축구단 (경남)     | 0A                           |                              |   |         |         |  |  |        |        |  |  |      |      |
|  | 진주청년회 축구단 (경남)     | 0A                           | 반도청년구락부 축구단 (경기) | 0 |         |         |  |  |        |        |  |  |      |      |
|  | 2월 12일 - 경성              |                              | 반도청년구락부 축구단 (경기) | 0 |         |         |  |  |        |        |  |  |      |      |
|  |                              | 조선불교청년회 축구단 (경기) | 1                            |   |         |         |  |  |        |        |  |  |      |      |
|  | 완산구락부 축구단 (전북)     | 조선불교청년회 축구단 (경기) | 1                            | 0 |         |         |  |  |        |        |  |  |      |      |
|  | 완산구락부 축구단 (전북)     | 2월 12일 - 경성              |                              | 0 |         |         |  |  |        |        |  |  |      |      |
|  | 건강운동부 축구단 (경기)     | 1                            |                              |   |         |         |  |  |        |        |  |  |      |      |
|  | 건강운동부 축구단 (경기)     | 1                            | 건강운동부 축구단 (경기)     | 1 |         |         |  |  |        |        |  |  |      |      |
|  | 2월 12일 - 경성              |                              | 건강운동부 축구단 (경기)     | 1 |         |         |  |  |        |        |  |  |      |      |
|  |                              | 조선불교청년회 축구단 (경기) | 3                            |   |         |         |  |  |        |        |  |  |      |      |
|  | 숭인체육부 축구단 (경기)     | 조선불교청년회 축구단 (경기) | 3                            | 0 |         |         |  |  |        |        |  |  |      |      |
|  | 숭인체육부 축구단 (경기)     |                              |                              | 0 |         |         |  |  |        |        |  |  |      |      |
|  | 조선불교청년회 축구단 (경기) | 3                            |                              |   |         |         |  |  |        |        |  |  |      |      |
|  | 조선불교청년회 축구단 (경기) | 3                            |                              |   |         |         |  |  |        |        |  |  |      |      |

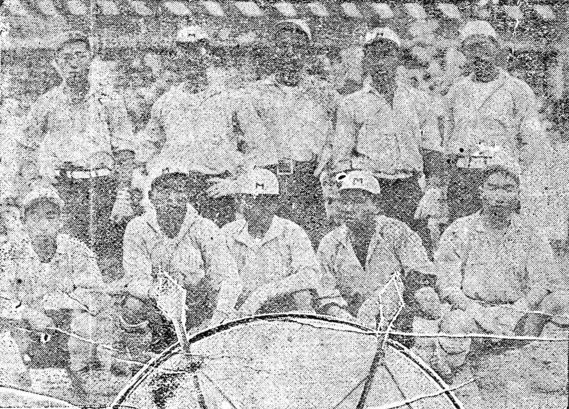
청년부(2월)에서 우승한 평양무오단

2월에 개최된 청년부 종목은 건강운동부 축구단, 무오 축구단, 반도청년구락부 축구단, 숭인체육부 축구단, 오성동창회 축구단, 완산구락부 축구단, 유심학우회 축구단, 조선불교청년회 축구단, 주작체육부 축구단, 진주청년회 축구단, 해주학생친목회 축구단 등 11개 선수단이 참가했다.
1922년 2월 12일 9시 30분에 시작된 1라운드 첫번째 경기인 반도청년구락부 축구단과 오성동창회 축구단 간의 경기에서 1:0으로 반도청년구락부 축구단이 이기며 2라운드에 진출했다. 같은 날 10시 40분에 시작된 숭인체육부 축구단과 조선불교청년회 축구단 간의 1라운드 두번째 경기는 3:0으로 조선불교청년회 축구단이 2라운드에 진출했다. 이어서 11시 40분에 시작된 완산구락부 축구단과 건강운동부 축구단 간의 1라운드 세번째 경기는 건강운동부 축구단이 1:0으로 이기며 다음 라운드에 진출했다. 12시 40분에 시작된 무오 축구단과 해주학생친목회 축구단 간의 1라운드 네번째 경기는 무오 축구단이 1:0으로 이겼다. 같은 날 13시 50분에 시작된 주작체육부 축구단과 진주청년회 축구단 간의 1라운드 다섯번째 경기는 0:0으로 비겨 대회 규정에 따라 경기 기록 점수가 8:6으로 앞선 진주청년회 축구단이 2라운드에 진출했다.
1라운드 경기 종료 후 2라운드 대진 추첨을 진행한 뒤 14시 50분부터 시작된 건강운동부 축구단과 조선불교청년회 축구단 간의 2라운드 첫번째 경기는 조선불교청년회 축구단이 3:1로 이기며 준결승에 진출했다. 이어서 진행된 반도청년구락부 축구단과 진주청년회 축구단 간의 2라운드 두번째 경기는 반도청년구락부 축구단이 2:0으로 이기며 준결승에 진출했다. 유심학우회 축구단과 무오 축구단 간의 2라운드 세번째 경기는 무오 축구단이 2:1로 이기며 준결승에 진출했다.
1922년 2월 13일 13시 5분에 시작된 반도청년구락부 축구단과 조선불교청년회 축구단 간의 경기는 조선불교청년회 축구단이 1:0으로 이기며 결승에 진출했고, 무오 축구단은 부전승으로 곧바로 결승에 진출했다. 결승에서 무오 축구단이 조선불교청년회 축구단을 상대로 3:0으로 이기며 우승을 차지했다.

### 청년부 (11월)
|  | 1라운드                      | 1라운드                  |                              |      | 8강 | 8강 |  |  | 준결승 | 준결승 |  |  | 결승 | 결승 |
|  |                              |                          |                              |      |     |     |  |  |        |        |  |  |      |      |
|  | 11월 23일 - 경성             |                          |                              |      |     |     |  |  |        |        |  |  |      |      |
|  |                              |                          |                              |      |     |     |  |  |        |        |  |  |      |      |
|  | 맹호 축구단 (경남)           | 0                        |                              |      |     |     |  |  |        |        |  |  |      |      |
|  | 맹호 축구단 (경남)           | 0                        | 11월 23일 - 경성             |      |     |     |  |  |        |        |  |  |      |      |
|  | 조선불교청년회 축구단 (경기) | 1                        |                              |      |     |     |  |  |        |        |  |  |      |      |
|  | 조선불교청년회 축구단 (경기) | 1                        | 조선불교청년회 축구단 (경기) | 불명 |     |     |  |  |        |        |  |  |      |      |
|  |                              |                          | 조선불교청년회 축구단 (경기) | 불명 |     |     |  |  |        |        |  |  |      |      |
|  |                              |                          | 불명                         | 불명 |     |     |  |  |        |        |  |  |      |      |
|  |                              |                          | 불명                         | 불명 |     |     |  |  |        |        |  |  |      |      |
|  |                              |                          | 11월 23일 - 경성             |      |     |     |  |  |        |        |  |  |      |      |
|  |                              |                          |                              |      |     |     |  |  |        |        |  |  |      |      |
|  | 조선불교청년회 축구단 (경기) | 불명                     |                              |      |     |     |  |  |        |        |  |  |      |      |
|  | 조선불교청년회 축구단 (경기) | 불명                     |                              |      |     |     |  |  |        |        |  |  |      |      |
|  |                              | 불명                     | 불명                         |      |     |     |  |  |        |        |  |  |      |      |
|  |                              | 불명                     | 불명                         |      |     |     |  |  |        |        |  |  |      |      |
|  | 11월 23일 - 경성             |                          |                              |      |     |     |  |  |        |        |  |  |      |      |
|  |                              |                          |                              |      |     |     |  |  |        |        |  |  |      |      |
|  | 불명                         | 불명                     |                              |      |     |     |  |  |        |        |  |  |      |      |
|  | 불명                         | 불명                     |                              |      |     |     |  |  |        |        |  |  |      |      |
|  |                              |                          | 불명                         | 불명 |     |     |  |  |        |        |  |  |      |      |
|  |                              |                          | 불명                         | 불명 |     |     |  |  |        |        |  |  |      |      |
|  |                              |                          | 11월 25일 - 경성             |      |     |     |  |  |        |        |  |  |      |      |
|  |                              |                          |                              |      |     |     |  |  |        |        |  |  |      |      |
|  | 조선불교청년회 축구단 (경기) | 1                        |                              |      |     |     |  |  |        |        |  |  |      |      |
|  | 조선불교청년회 축구단 (경기) | 1                        | 11월 23일 - 경성             |      |     |     |  |  |        |        |  |  |      |      |
|  |                              | 건강운동부 축구단 (경기) | 0                            |      |     |     |  |  |        |        |  |  |      |      |
|  | 숭인체육부 축구단 (경기)     | 건강운동부 축구단 (경기) | 0                            | 불명 |     |     |  |  |        |        |  |  |      |      |
|  | 숭인체육부 축구단 (경기)     | 11월 23일 - 경성         |                              | 불명 |     |     |  |  |        |        |  |  |      |      |
|  | 건강운동부 축구단 (경기)     | 불명                     |                              |      |     |     |  |  |        |        |  |  |      |      |
|  | 건강운동부 축구단 (경기)     | 불명                     | 건강운동부 축구단 (경기)     | 불명 |     |     |  |  |        |        |  |  |      |      |
|  |                              |                          | 건강운동부 축구단 (경기)     | 불명 |     |     |  |  |        |        |  |  |      |      |
|  |                              |                          | 불명                         | 불명 |     |     |  |  |        |        |  |  |      |      |
|  |                              |                          | 불명                         | 불명 |     |     |  |  |        |        |  |  |      |      |
|  |                              |                          | 11월 25일 - 경성             |      |     |     |  |  |        |        |  |  |      |      |
|  |                              |                          |                              |      |     |     |  |  |        |        |  |  |      |      |
|  | 건강운동부 축구단 (경기)     | 4                        |                              |      |     |     |  |  |        |        |  |  |      |      |
|  | 건강운동부 축구단 (경기)     | 4                        | 11월 23일 - 경성             |      |     |     |  |  |        |        |  |  |      |      |
|  |                              | 수양구락부 축구단 (경기) | 0                            |      |     |     |  |  |        |        |  |  |      |      |
|  | 수양구락부 축구단 (경기)     | 수양구락부 축구단 (경기) | 0                            | 불명 |     |     |  |  |        |        |  |  |      |      |
|  | 수양구락부 축구단 (경기)     | 11월 23일 - 경성         |                              | 불명 |     |     |  |  |        |        |  |  |      |      |
|  | 중앙체육부 축구단 (경기)     | 불명                     |                              |      |     |     |  |  |        |        |  |  |      |      |
|  | 중앙체육부 축구단 (경기)     | 불명                     | 수양구락부 축구단 (경기)     | 불명 |     |     |  |  |        |        |  |  |      |      |
|  |                              |                          | 수양구락부 축구단 (경기)     | 불명 |     |     |  |  |        |        |  |  |      |      |
|  |                              |                          | 불명                         | 불명 |     |     |  |  |        |        |  |  |      |      |
|  |                              |                          | 불명                         | 불명 |     |     |  |  |        |        |  |  |      |      |
|  |                              |                          |                              |      |     |     |  |  |        |        |  |  |      |      |
|  |                              |                          |                              |      |     |     |  |  |        |        |  |  |      |      |
|  |                              |                          |                              |      |     |     |  |  |        |        |  |  |      |      |

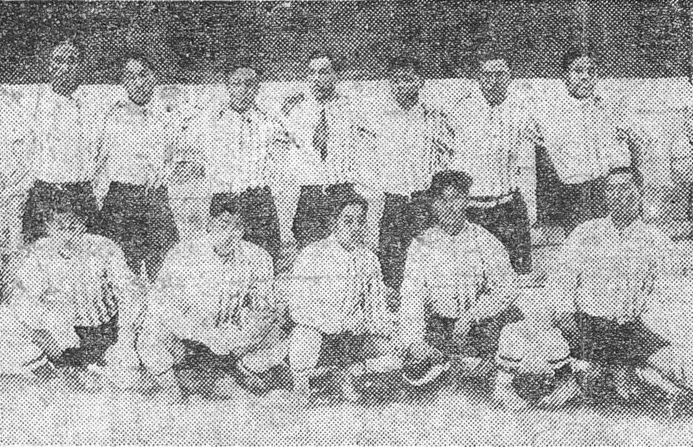
청년부(11월)에서 우승한 불교청년회

11월에 개최된 청년부 종목은 건강운동부 축구단, 맹호 축구단, 무오 축구단, 상공 축구단, 수양구락부 축구단, 숭실대학 축구단, 숭인체육부 축구단, 용산청년회 축구단, 임술 축구단, 조선불교청년회 축구단, 중앙체육부 축구단, 진주청년회 축구단 등 12개 선수단이 참가했다.
1922년 11월 23일 9시 20분에 시작된 1라운드 첫번째 경기인 임술 축구단과 무오 축구단 간의 경기에서 0:0으로 비기고, 대회 규정에 따른 경기 기록 성적 점수도 5:5으로 같아 추첨을 통해 무오 축구단이 다음 라운드 진출팀으로 결정되었다. 이어서 진행된 맹호 축구단과 조선불교청년회 축구단 간의 1라운드 두번째 경기는 조선불교청년회 축구단이 1:0으로 이기며 다음 라운드에 진출했다. 숭인체육부 축구단과 건강운동부 축구단 간의 1라운드 세번째 경기에서 건강운동부 축구단이 8강에 진출했다. 1라운드 네번째 경기는 수양구락부 축구단과 중앙체육부 축구단이 대진했고, 상공 축구단, 숭실대학 축구단, 용산청년회 축구단, 진주청년회 축구단은 부전승으로 8강에 진출했다.
1922년 11월 25일 오전에 진행된 건강운동부 축구단과 수양구락부 축구단 간의 준결승 두번째 경기는 건강운동부 축구단이 4:0으로 이기며 결승에 진출했다.
1922년 11월 25일 13시에 진행된 조선불교청년회 축구단과 건강운동부 축구단 간의 결승 경기는 1:0으로 조선불교청년회 축구단이 2:0으로 이기며 우승을 차지했다.

### 중학부 (2월)
|  | 8강                            | 8강                            |                                |    | 준결승 | 준결승 |  |  | 결승 | 결승 |
|  |                                |                                |                                |    |        |        |  |  |      |      |
|  | 2월 11일 - 경성                |                                |                                |    |        |        |  |  |      |      |
|  |                                |                                |                                |    |        |        |  |  |      |      |
|  | 숭덕학교 축구단 (평남)         | 0                              |                                |    |        |        |  |  |      |      |
|  | 숭덕학교 축구단 (평남)         | 0                              | 2월 11일 - 경성                |    |        |        |  |  |      |      |
|  | 휘문고등보통학교 축구단 (경기) | 1                              |                                |    |        |        |  |  |      |      |
|  | 휘문고등보통학교 축구단 (경기) | 1                              | 휘문고등보통학교 축구단 (경기) | 3  |        |        |  |  |      |      |
|  | 2월 11일 - 경성                |                                | 휘문고등보통학교 축구단 (경기) | 3  |        |        |  |  |      |      |
|  |                                | 숭실학교 축구단 (평남)         | 0                              |    |        |        |  |  |      |      |
|  | 계성학교 축구단 (경북)         | 숭실학교 축구단 (평남)         | 0                              | 0  |        |        |  |  |      |      |
|  | 계성학교 축구단 (경북)         |                                | 2월 13일 - 경성                | 0  |        |        |  |  |      |      |
|  | 숭실학교 축구단 (평남)         | 1                              |                                |    |        |        |  |  |      |      |
|  | 숭실학교 축구단 (평남)         | 1                              | 휘문고등보통학교 축구단 (경기) | 3  |        |        |  |  |      |      |
|  | 2월 11일 - 경성                |                                | 휘문고등보통학교 축구단 (경기) | 3  |        |        |  |  |      |      |
|  |                                | 중앙고등보통학교 축구단 (경기) | 0                              |    |        |        |  |  |      |      |
|  | 보성고등보통학교 축구단 (경기) | 중앙고등보통학교 축구단 (경기) | 0                              | 0  |        |        |  |  |      |      |
|  | 보성고등보통학교 축구단 (경기) | 2월 11일 - 경성                |                                | 0  |        |        |  |  |      |      |
|  | 중앙고등보통학교 축구단 (경기) | 0                              |                                |    |        |        |  |  |      |      |
|  | 중앙고등보통학교 축구단 (경기) | 0                              | 중앙고등보통학교 축구단 (경기) | 1  |        |        |  |  |      |      |
|  | 2월 11일 - 경성                |                                | 중앙고등보통학교 축구단 (경기) | 1  |        |        |  |  |      |      |
|  |                                | 경신학교 축구단 (경기)         | 0                              |    |        |        |  |  |      |      |
|  | 경신학교 축구단 (경기)         | 경신학교 축구단 (경기)         | 0                              | 0A |        |        |  |  |      |      |
|  | 경신학교 축구단 (경기)         |                                |                                | 0A |        |        |  |  |      |      |
|  | 광성고등보통학교 축구단 (평남) | 0                              |                                |    |        |        |  |  |      |      |
|  | 광성고등보통학교 축구단 (평남) | 0                              |                                |    |        |        |  |  |      |      |

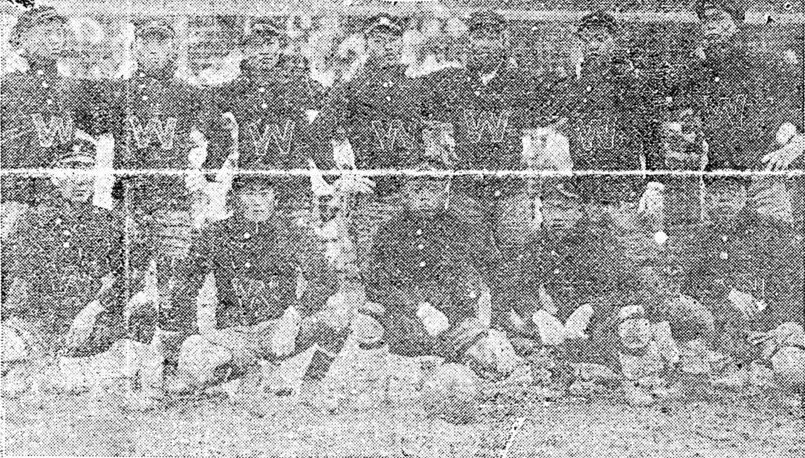
중학부(2월)에서 우승한 휘문고등보통학교

2월에 개최된 중학부 종목은 경신학교 축구단, 계성학교 축구단, 광성고등보통학교 축구단, 보성고등보통학교 축구단, 숭덕학교 축구단, 숭실학교 축구단, 중앙고등보통학교 축구단, 휘문고등보통학교 축구단 등 8개 선수단이 참가했다.
1922년 2월 11일 13시에 개최된 1라운드 첫번째 경기인 숭덕학교 축구단과 휘문고등보통학교 축구단 간의 경기에서 휘문고등보통학교 축구단이 1:0으로 이기며 준결승에 진출했다. 이어서 개최된 보성고등보통학교 축구단과 중앙고등보통학교 축구단 간의 1라운드 두번째 경기는 0:0으로 비기고 대회 규정에 따른 경기 기록 점수도 2:2로 비기자 추첨을 통해 중앙고등보통학교 축구단이 다음 라운드로 진출하게 되었다.  이어서 진행된 계성학교 축구단과 숭실학교 축구단 간의 1라운드 세번째 경기는 숭실학교 축구단이 1:0으로 이기며 승리했다. 경신학교 축구단과 광성고등보통학교 축구단 간의 1라운드 네번째 경기는 0:0으로 비기고 대회 규정에 따라 경기 기록 점수가 앞선 경신학교 축구단이 준결승에 진출했다.
같은 날 개최된 준결승 첫번째 경기인 휘문고등보통학교 축구단과 숭실학교 축구단 간의 경기에서 3:0으로 휘문고등학교 축구단이 승리하며 결승에 진출했다. 이어서 진행된 중앙고등보통학교 축구단과 경신학교 축구단 간의 준결승 두번째 경기는 1:0으로 중앙고등보통학교 축구단이 승리하며 결승에 진출했다.
1922년 2월 13일 14시 36분에 열린 휘문고등보통학교 축구단과 중앙고등보통학교 축구단 간의 결승 경기는 휘문고등보통학교 축구단이 3:0으로 이기며 우승을 차지했다.

### 중학부 (11월)
|  | 1라운드                            | 1라운드                        |                                |      | 8강 | 8강 |  |  | 준결승 | 준결승 |  |  | 결승 | 결승 |
|  |                                    |                                |                                |      |     |     |  |  |        |        |  |  |      |      |
|  | 11월 24일 - 경성                   |                                |                                |      |     |     |  |  |        |        |  |  |      |      |
|  |                                    |                                |                                |      |     |     |  |  |        |        |  |  |      |      |
|  | 배재고등보통학교 축구단 (경기)     | 3                              |                                |      |     |     |  |  |        |        |  |  |      |      |
|  | 배재고등보통학교 축구단 (경기)     | 3                              | 11월 24일 - 경성               |      |     |     |  |  |        |        |  |  |      |      |
|  | 숭덕학교 축구단 (평남)             | 0                              |                                |      |     |     |  |  |        |        |  |  |      |      |
|  | 숭덕학교 축구단 (평남)             | 0                              | 배재고등보통학교 축구단 (경기) | 0    |     |     |  |  |        |        |  |  |      |      |
|  | 11월 24일 - 경성                   |                                | 배재고등보통학교 축구단 (경기) | 0    |     |     |  |  |        |        |  |  |      |      |
|  |                                    | 휘문고등보통학교 축구단 (경기) | 1                              |      |     |     |  |  |        |        |  |  |      |      |
|  | 황성기독교청년회학관 축구단 (경기) | 휘문고등보통학교 축구단 (경기) | 1                              | 0    |     |     |  |  |        |        |  |  |      |      |
|  | 황성기독교청년회학관 축구단 (경기) |                                | 11월 25일 - 경성               | 0    |     |     |  |  |        |        |  |  |      |      |
|  | 휘문고등보통학교 축구단 (경기)     | 2                              |                                |      |     |     |  |  |        |        |  |  |      |      |
|  | 휘문고등보통학교 축구단 (경기)     | 2                              | 휘문고등보통학교 축구단 (경기) | 1    |     |     |  |  |        |        |  |  |      |      |
|  |                                    |                                | 휘문고등보통학교 축구단 (경기) | 1    |     |     |  |  |        |        |  |  |      |      |
|  |                                    | 광성고등보통학교 축구단 (평남) | 0                              |      |     |     |  |  |        |        |  |  |      |      |
|  |                                    | 광성고등보통학교 축구단 (평남) | 0                              |      |     |     |  |  |        |        |  |  |      |      |
|  | 11월 24일 - 경성                   |                                |                                |      |     |     |  |  |        |        |  |  |      |      |
|  |                                    |                                |                                |      |     |     |  |  |        |        |  |  |      |      |
|  | 보성고등보통학교 축구단 (경기)     | 불명                           |                                |      |     |     |  |  |        |        |  |  |      |      |
|  | 보성고등보통학교 축구단 (경기)     | 불명                           | 11월 24일 - 경성               |      |     |     |  |  |        |        |  |  |      |      |
|  |                                    |                                | 광성고등보통학교 축구단 (평남) | 불명 |     |     |  |  |        |        |  |  |      |      |
|  | 동광학교 축구단 (경기)             | 0                              | 광성고등보통학교 축구단 (평남) | 불명 |     |     |  |  |        |        |  |  |      |      |
|  | 동광학교 축구단 (경기)             | 0                              | 11월 25일 - 경성               |      |     |     |  |  |        |        |  |  |      |      |
|  | 광성고등보통학교 축구단 (평남)     | 4                              |                                |      |     |     |  |  |        |        |  |  |      |      |
|  | 광성고등보통학교 축구단 (평남)     | 4                              | 휘문고등보통학교 축구단 (경기) | 2    |     |     |  |  |        |        |  |  |      |      |
|  | 11월 24일 - 경성                   |                                | 휘문고등보통학교 축구단 (경기) | 2    |     |     |  |  |        |        |  |  |      |      |
|  |                                    | 숭실학교 축구단 (평남)         | 1                              |      |     |     |  |  |        |        |  |  |      |      |
|  | 경신학교 축구단 (경기)             | 숭실학교 축구단 (평남)         | 1                              | 1    |     |     |  |  |        |        |  |  |      |      |
|  | 경신학교 축구단 (경기)             | 11월 24일 - 경성               |                                | 1    |     |     |  |  |        |        |  |  |      |      |
|  | 계성학교 축구단 (경북)             | 1                              |                                |      |     |     |  |  |        |        |  |  |      |      |
|  | 계성학교 축구단 (경북)             | 1                              | 경신학교 축구단 (경기)         | 0    |     |     |  |  |        |        |  |  |      |      |
|  | 11월 24일 - 경성                   |                                | 경신학교 축구단 (경기)         | 0    |     |     |  |  |        |        |  |  |      |      |
|  |                                    | 숭실학교 축구단 (평남)         | 1                              |      |     |     |  |  |        |        |  |  |      |      |
|  | 숭실학교 축구단 (평남)             | 숭실학교 축구단 (평남)         | 1                              | 8    |     |     |  |  |        |        |  |  |      |      |
|  | 숭실학교 축구단 (평남)             |                                | 11월 24일 - 경성               | 8    |     |     |  |  |        |        |  |  |      |      |
|  | 군산영명학교 축구단 (전북)         | 0                              |                                |      |     |     |  |  |        |        |  |  |      |      |
|  | 군산영명학교 축구단 (전북)         | 0                              | 숭실학교 축구단 (평남)         |      |     |     |  |  |        |        |  |  |      |      |
|  |                                    |                                |                                |      |     |     |  |  |        |        |  |  |      |      |
|  |                                    | 불명                           |                                |      |     |     |  |  |        |        |  |  |      |      |
|  |                                    |                                |                                |      |     |     |  |  |        |        |  |  |      |      |
|  | 11월 24일 - 경성                   |                                |                                |      |     |     |  |  |        |        |  |  |      |      |
|  |                                    |                                |                                |      |     |     |  |  |        |        |  |  |      |      |
|  | 중앙고등보통학교 축구단 (경기)     | 불명                           |                                |      |     |     |  |  |        |        |  |  |      |      |
|  | 중앙고등보통학교 축구단 (경기)     | 불명                           |                                |      |     |     |  |  |        |        |  |  |      |      |
|  |                                    |                                | 신성학교 축구단 (평북)         | 불명 |     |     |  |  |        |        |  |  |      |      |
|  |                                    |                                | 신성학교 축구단 (평북)         | 불명 |     |     |  |  |        |        |  |  |      |      |
|  |                                    |                                |                                |      |     |     |  |  |        |        |  |  |      |      |
|  |                                    |                                |                                |      |     |     |  |  |        |        |  |  |      |      |
|  |                                    |                                |                                |      |     |     |  |  |        |        |  |  |      |      |

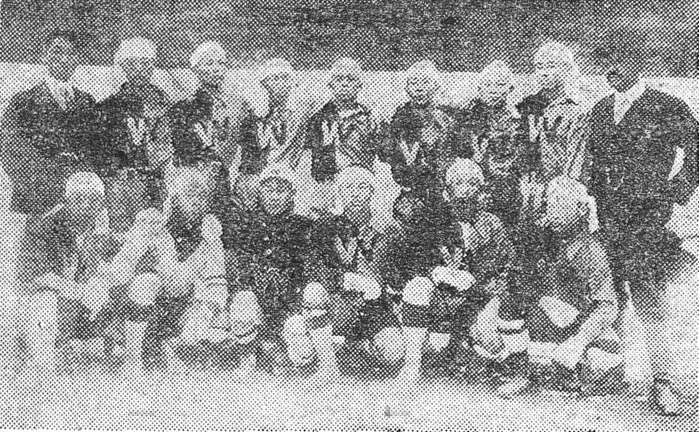
중학부(11월)에서 우승한 휘문고등보통학교

11월에 개최된 중학부 종목은 경신학교 축구단, 계성학교 축구단, 광성고등보통학교 축구단, 군산영명학교 축구단, 동광학교 축구단, 배재고등보통학교 축구단, 보성고등보통학교 축구단, 숭덕학교 축구단, 숭실학교 축구단, 신성학교 축구단, 중앙고등보통학교 축구단, 황성기독교청년회학관 축구단, 휘문고등보통학교 축구단 등 13개 선수단이 참가했다.
1922년 11월 24일 8시 35분부터 시작된 1라운드 첫번째 경기인 경신학교 축구단과 계성학교 축구단 간의 경기는 1:1으로 비기고 대회 규정에 따른 경기 기록 점수도 3:3으로 비기게 되어 추첨을 통해 경신학교 축구단이 다음 라운드에 진출했다. 9시 30분에 시작된 동광학교 축구단과 광성고등보통학교 축구단 간의 1라운드 두번째 경기는 광성고등보통학교 축구단이 4:0으로 이기며 다음 라운드에 진출했고, 10시 20분에 시작된 숭실중학 축구단과 군산영명학교 축구단 간의 1라운드 세번째 경기는 숭실중학 축구단이 8:0으로 이기며 2라운드에 진출했다. 11시 12분에 시작된 황성기독교청년회학관 축구단과 휘문고등보통학교 축구단 간의 1라운드 네번째 경기는 휘문고등보통학교 축구단이 2:0으로 승리하며 다음 라운드에 진출했고, 12시 10분에 시작된 배재고등보통학교 축구단과 숭덕학교 축구단 간의 1라운드 다섯번째 경기는 배재고등보통학교 축구단이 3:0로 이기며 2라운드에 진출했다.
1라운드 경기 종료 후 같은 날에 진행된 경신학교 축구단과 숭실중학 축구단 간의 2라운드 첫번째 경기는 숭실중학 축구단이 1:0으로 이기며 다음 라운드에 진출했고, 배재고등보통학교 축구단과 휘문고등보통학교 축구단 간의 2라운드 두번째 경기는 휘문고등보통학교 축구단이 1:0으로 이기며 다음 라운드에 진출했다.
1922년 11월 25일 오전에 진행된 휘문고등보통학교 축구단과 광성고등보통학교 축구단 간의 준결승 두번째 경기는 휘문고등보통학교 축구단이 1:0으로 이기며 결승에 진출했다.
1922년 11월 25일 14시에 진행된 휘문고등보통학교 축구단과 숭실학교 축구단 간의 결승 경기는 1:1으로 비긴 후 연장 접전 끝에 휘문고등보통학교 축구단이 2:1으로 이기며 우승을 차지했다.

## 메달 집계

### 최종 순위
| 순위 | 선수단   | 금메달 | 은메달 | 동메달 | 메달 합계 |
| ---- | -------- | ------ | ------ | ------ | --------- |
| 1    | 경기도   | 3      | 3      | 3      | 9         |
| 2    | 평안남도 | 1      | 1      | 2      | 4         |
| 3    | 경상남도 | 0      | 0      | 0      | 0         |
| 3    | 경상북도 | 0      | 0      | 0      | 0         |
| 3    | 전라북도 | 0      | 0      | 0      | 0         |
| 3    | 평안북도 | 0      | 0      | 0      | 0         |
| 3    | 황해도   | 0      | 0      | 0      | 0         |
| 합계 | 합계     | 4      | 4      | 5      | 13        |

### 청년부 메달 집계
| 순위 | 선수단   | 금메달 | 은메달 | 동메달 | 메달 합계 |
| ---- | -------- | ------ | ------ | ------ | --------- |
| 1    | 경기도   | 1      | 2      | 2      | 5         |
| 2    | 평안남도 | 1      | 0      | 0      | 1         |
| 3    | 경상남도 | 0      | 0      | 0      | 0         |
| 3    | 전라북도 | 0      | 0      | 0      | 0         |
| 3    | 황해도   | 0      | 0      | 0      | 0         |
| 합계 | 합계     | 2      | 2      | 2      | 6         |

### 중학부 메달 집계
| 순위 | 선수단   | 금메달 | 은메달 | 동메달 | 메달 합계 |
| ---- | -------- | ------ | ------ | ------ | --------- |
| 1    | 경기도   | 2      | 1      | 1      | 4         |
| 2    | 평안남도 | 0      | 1      | 2      | 3         |
| 3    | 경상북도 | 0      | 0      | 0      | 0         |
| 3    | 전라북도 | 0      | 0      | 0      | 0         |
| 3    | 평안북도 | 0      | 0      | 0      | 0         |
| 합계 | 합계     | 2      | 2      | 3      | 7         |

### 메달 수상자
| 종목             | 금                             | 은                             | 동                             |
| ---------------- | ------------------------------ | ------------------------------ | ------------------------------ |
| 청년부 남자 2월  | 무오 축구단 (평남)             | 조선불교청년회 축구단 (경기)   | 반도청년구락부 축구단 (경기)   |
| 청년부 남자 11월 | 조선불교청년회 축구단 (경기)   | 건강운동부 축구단 (경기)       | 수양구락부 축구단 (경기)       |
|                  |                                |                                |                                |
| 중학부 남자 2월  | 휘문고등보통학교 축구단 (경기) | 중앙고등보통학교 축구단 (경기) | 경신학교 축구단 (경기)         |
| 중학부 남자 2월  | 휘문고등보통학교 축구단 (경기) | 중앙고등보통학교 축구단 (경기) | 숭실학교 축구단 (평남)         |
| 중학부 남자 11월 | 휘문고등보통학교 축구단 (경기) | 숭실학교 축구단 (평남)         | 광성고등보통학교 축구단 (평남) |

## 참고 문헌
- “대한체육회 국내종합경기대회”. 대한체육회.
- “제3회 전국체육대회”. 대한체육회.
- “제3회 전국체육대회 축구 경기 결과”. 대한체육회.
- “제3회 전국체육대회 축구 청년부 경기 결과”. 대한체육회.
- “제3회 전국체육대회 축구 청년부 남자 경기 결과”. 대한체육회.
- “제3회 전국체육대회 축구 중학부 경기 결과”. 대한체육회.
- “제3회 전국체육대회 축구 중학부 남자 경기 결과”. 대한체육회.
- 《대한체육회 50년》. 대한체육회. 1970. 2020년 11월 8일에 원본 문서에서 보존된 문서. 2022년 11월 5일에 확인함.
- 《대한체육회 70년사》. 대한체육회. 1990. 2020년 11월 8일에 원본 문서에서 보존된 문서. 2022년 11월 5일에 확인함.
- 《대한체육회 90년사》. 대한체육회. 2011. 2020년 11월 8일에 원본 문서에서 보존된 문서. 2022년 11월 5일에 확인함.
- 대한체육회 100주년 기념사업부 (2020). 《대한민국 체육 100년》. 대한체육회. 2023년 9월 21일에 원본 문서에서 보존된 문서. 2024년 2월 19일에 확인함.
- 《韓國蹴球百年史(한국축구백년사)》. 대한축구협회. 1986.
- “第二回全朝鮮蹴球大會(제이회전조선축구대회)”. 동아일보. 1922년 1월 24일.
- “第二回全朝鮮蹴球大會(제이회전조선축구대회)”. 동아일보. 1922년 1월 28일.
- “第二回全朝鮮蹴球大會(제이회전조선축구대회)”. 동아일보. 1922년 1월 29일.
- “第二回全朝鮮蹴球大會(제이회전조선축구대회)”. 동아일보. 1922년 1월 30일.
- “新正上元日(신정상원일)을期(기)하야 第二回全朝鮮蹴球大會(제이회전조선축구대회)”. 동아일보. 1922년 1월 30일.
- “蹴球會(축구회)의綱領(강령),規定(규정)”. 동아일보. 1922년 1월 31일.
- “第二回全朝鮮蹴球大會(제이회전조선축구대회)”. 동아일보. 1922년 2월 1일.
- “第二回全朝鮮蹴球大會(제이회전조선축구대회)”. 동아일보. 1922년 2월 4일.
- “市內八學校長(시내팔학교장)에게告(고)하노라”. 동아일보. 1922년 2월 5일.
- “第二回全朝鮮蹴球大會(제이회전조선축구대회)”. 동아일보. 1922년 2월 6일.
- “蹴球遠征軍出發(축구원정군출발)”. 동아일보. 1922년 2월 9일.
- “今日下午(금일하오)에抽籤(추첨)”. 동아일보. 1922년 2월 9일.
- “十九團體(십구단체)가會集(회집)하야”. 동아일보. 1922년 2월 10일.
- “平壤戊午團員出發(평양무오단원출발)”. 동아일보. 1922년 2월 10일.
- “完山俱樂部員上京(완산구락부원상경)”. 동아일보. 1922년 2월 10일.
- “平壤朱雀團員出發(평양주작단원출발)”. 동아일보. 1922년 2월 10일.
- “第二回全朝鮮蹴球大會學生戰(제이회전조선축구대회학생전)”. 동아일보. 1922년 2월 11일.
- “橫說竪說(횡설수설)”. 동아일보. 1922년 2월 11일.
- “開幕(개막)될蹴球戰(축구전)”. 동아일보. 1922년 2월 11일.
- “春雨(춘우)는快霽(쾌제)하고 選手(선수)의意氣衝天(의기충천)”. 동아일보. 1922년 2월 12일.
- “사진셜명◇ (상)축구대회의선수입상식 (중)휘문숭덕의개젼준비 (하)십일밤청년회실내운동중 리병삼군의텰봉하는광경”. 동아일보. 1922년 2월 12일.
- “蹴球大會(축구대회) 第二日(제이일)”. 동아일보. 1922년 2월 13일.
- “觀衆無慮五千(관중무려오천)”. 동아일보. 1922년 2월 13일.
- “第二回全朝鮮蹴球大會决勝戰(제이회전조선축구대회결승전)”. 동아일보. 1922년 2월 13일.
- “第二日靑年豫選初回(제이일청년예선초회) (續(속))”. 동아일보. 1922년 2월 14일.
- “승패를압헤두고”. 동아일보. 1922년 2월 14일.
- “佛敎(불교)인가戊午(무오)인가 勝利(승리)의榮冠(영관)은何團(하단)에”. 동아일보. 1922년 2월 14일.
- “最後(최후)의白𤍠戰(백𤍠전) 優勝(우승)의榮冠(영관)은徽文(휘문),戊午(무오)에”. 동아일보. 1922년 2월 15일.
- “때의 소리”. 동아일보. 1922년 2월 19일.
- “戊午團歸壤(무오단귀양)과歡迎(환영)”. 동아일보. 1922년 2월 21일.
- “第三回全朝鮮蹴球大會(제삼회전조선축구대회)”. 동아일보. 1922년 10월 30일.
- “第三回蹴球大會(제삼회축구대회)”. 동아일보. 1922년 11월 3일.
- “第三回全朝鮮蹴球大會(제삼회전조선축구대회)”. 동아일보. 1922년 11월 4일.
- “第三回全朝鮮蹴球大會(제삼회전조선축구대회)”. 동아일보. 1922년 11월 5일.
- “第三回全朝鮮蹴球大會(제삼회전조선축구대회)”. 동아일보. 1922년 11월 6일.
- “第三回全朝鮮蹴球大會(제삼회전조선축구대회)”. 동아일보. 1922년 11월 7일.
- “第三回全朝鮮蹴球大會(제삼회전조선축구대회)”. 동아일보. 1922년 11월 8일.
- “第三回全朝鮮蹴球大會(제삼회전조선축구대회)”. 동아일보. 1922년 11월 17일.
- “蹴球申請(축구신청)은明日(명일)까지”. 동아일보. 1922년 11월 19일.
- “第三回全朝鮮蹴球大會(제삼회전조선축구대회)”. 동아일보. 1922년 11월 20일.
- “今日抽籤(금일추첨) 뎨삼회축구회 오후세시톄육회에서”. 동아일보. 1922년 11월 21일.
- “團體數(단체수)로도新記錄(신기록)”. 동아일보. 1922년 11월 23일.
- “全朝鮮蹴球大會靑年豫選戰(전조선축구대회청년예선전)”. 동아일보. 1922년 11월 23일.
- “橫說竪說(횡설수설)”. 동아일보. 1922년 11월 24일.
- “意氣(의기),霜風(상풍)에沸騰(비등)”. 동아일보. 1922년 11월 24일.
- “축구대회쳣날”. 동아일보. 1922년 11월 24일.
- “全朝鮮蹴球大會學生豫選戰(전조선축구대회학생예선전)”. 동아일보. 1922년 11월 24일.
- “狂舞(광무)하는應援旗(응원기)”. 동아일보. 1922년 11월 25일.
- “應援團體(응원단체)의新氣勢(신기세)”. 동아일보. 1922년 11월 25일.
- “全朝鮮蹴球大會决勝戰(전조선축구대회결승전)”. 동아일보. 1922년 11월 25일.
- “휴지통”. 동아일보. 1922년 11월 25일.
- “啓聖校音樂大會(계성교음악대회)”. 동아일보. 1922년 11월 25일.
- “雪中(설중)에惡戰苦鬪(악전고투)”. 동아일보. 1922년 11월 26일.
- “激鬪(격투),血戰(혈전),憤敗(분패)”. 동아일보. 1922년 11월 27일.